# Andrew Nicholson (basquetebolista)
Andrew Nicholson (Mississauga, 8 de dezembro de 1989) é um jogador canadense de basquete profissional que atualmente joga pelo Guangdong Southern Tigers, da China. Foi draftado em 2012 na primeira rodada pelo Orlando Magic.